# Vidauban
Vidauban is een gemeente in het Franse departement Var (regio Provence-Alpes-Côte d'Azur) en telt 9331 inwoners (2005). De plaats maakt deel uit van het arrondissement Draguignan.

## Geografie
De oppervlakte van Vidauban bedraagt 73,8 km², de bevolkingsdichtheid is 126,4 inwoners per km².

## Verkeer en vervoer
In de gemeente ligt spoorwegstation Vidauban.
De onderstaande kaart toont de ligging van Vidauban met de belangrijkste infrastructuur en aangrenzende gemeenten.

## Demografie
Onderstaande figuur toont het verloop van het inwonertal (bron: INSEE-tellingen).